# Chasse-galerie

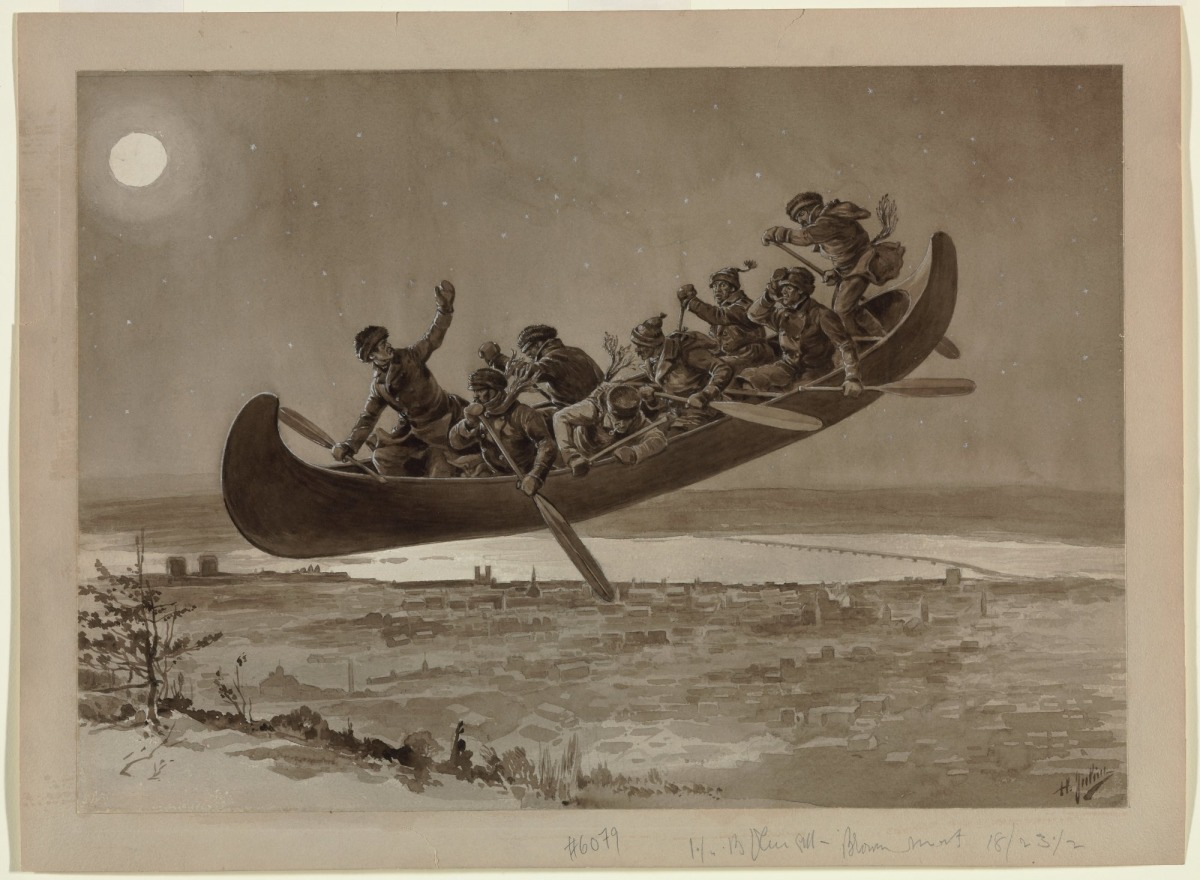
La Chasse-galerie di Henri Julien, 1906, Musée national des beaux-arts du Québec

La Chasse-galerie, conosciuta anche come "la canoa stregata" o "la canoa volante", è un racconto popolare Franco-canadese sui Coureurs des bois, esploratori che secondo la tradizione fecero un patto con il diavolo. La storia è una variante della Caccia selvaggia e la sua versione più famosa fu scritta da Honoré Beaugrand e pubblicata su The Century Magazine nell'Agosto 1892.

## Origine
Le origini della storia risalgono a una vecchia leggenda francese, nella quale un ricco nobile di nome Gallery amava così tanto la caccia da non attendere mai la messa domenicale. Dopo la sua morte, la sua mancanza di religiosità fu punita con la condanna di fuggire in eterno nei cieli, inseguito da cavalli spettrali e lupi demoniaci.
Quando i coloni francesi giunsero in Canada, alla storia fu aggiunta una canoa volante.

## Leggenda
In una lunga notte alcolica a Capodanno, un gruppo di esploratori decisero di visitare le loro compagne che dormivano a 300 miglia di distanza. L'unico modo di coprire una tale distanza e tornare la mattina in tempo per il lavoro era quello di concordarsi con il diavolo per guidare la chasse-galerie. L'unica condizione per il viaggio era quella di non nominare il nome di Dio, toccare una croce o qualsiasi altro oggetto sacro durante la nottata, altrimenti il diavolo si sarebbe preso le loro anime. Per rimanere lucidi, gli uomini si promisero di non bere ulteriormente e, saliti sulla canoa, iniziarono a remare nel cielo notturno. Superati i boschi e i fiumi ghiacciati, la comitiva vide le luci di Montreal, dove si unì alle danze e ai festeggiamenti. Quando si fece tardi, i ragazzi decisero di tornare per il lavoro ma, mentre volavano verso il rifugio, realizzarono che la loro guida era ubriaca. Dopo aver sfiorato il tetto di una chiesa, la ciurma volante bestemmiò per la paura, cosa che li fece sprofondare ancor di più nel terrore. In una cacofonia di imprecazioni e preghiere, si scontrarono contro un pino, perdendo tutti i sensi. Secondo alcune versioni della leggenda, furono costretti a navigare nelle nubi fino all'inferno e sono visibili nella notte di Capodanno ancora oggi.
In altre versioni, la comitiva riuscì a sfuggire al suo triste destino perché, infastidita dal tentativo del demonio di ritrattare i termini dell'accordo, lo scaraventarono giù dall'imbarcazione stregata.

## Nella cultura di massa
Un Francobollo canadese del 1991 illustrò la leggenda in una serie dedicata al folclore nazionale.
La Maudite, una birra prodotta dal birrificio Unibroue, fu ispirata nell'etichetta dalla storia.
Claude Dubois incise una canzone chiamata "Chasse-galerie" nel suo album Rencontre de rêves (1992).